# XXXII Premis de la Unión de Actores
La XXXII edició dels Premis de la Unión de Actores va tenir lloc al Circo Price de Madrid l'11 de març de 2024 per a premiar l'excel·lència en interpretacions en cinema, televisió i teatre espanyol de l'any 2023. Fou dirigida pel dramaturg Félix Estaire, i presentada pels actors Arantxa Aranguren, Stephanie Gil i Juan Messeguer. Les nominacions van ser anunciades el 5 de febrer de 2024.
En el seu discurs de benvinguda, la secretària general de la Unión, Silvia de Pé, va fer un clam contra la censura, els abusos sexuals i la precarietat laboral dels actors, proposant-se com a objectiu un nou conveni pel sector audiovisual.

## Guanyadors i nominats

### Premi a Tota una vida
- Gemma Cuervo

### Menció d'Honor Mujeres en Unión
A "les actrius que van canviar el llenguatge del cinema a Espanya" com a reconeixement del treball de "aquelles que, amb el seu talent i valentia, van ser determinants per al canvi polític, social i ideològic del llenguatge del cinema a Espanya", com Sara Mora, Sandra Alberti o Carmen Platero.

### Premi especial de la Unión
- SAG-AFTRA

### Cinema
| Millor actor protagonista | Millor actriu protagonista |
| --- | --- |
| - David Verdaguer – Saben aquell com Eugenio - Alberto Ammann – Upon Entry com Diego - Manolo Solo – Cerrar los ojos com Miguel               | - Malena Alterio – Que nadie duerma como Lucía - Carolina Yuste – Saben aquell com Conchita - Laia Costa – Un amor com Nat                                      |
| Millor actor secundari | Millor actriu secundària |
| - Àlex Brendemühl – Creatura com Gerard - Hugo Silva – Un amor com Piter - José Coronado – Cerrar los ojos com Julio                          | - Ane Gabarain – 20.000 espècies d'abelles com Lourdes - Aitana Sánchez-Gijón – Que nadie duerma com Roberta - Alexandra Jiménez – La ternura com Princesa Rubí |
| Millor actor de repartiment | Millor actriu de repartiment |
| - Víctor Clavijo – Alguien que cuide de mí com Teo - Alex García – Una vida no tan simple com Nico - Luis Bermejo Prieto – Un amor com Casero | - Yeju Ji – Chinas com Shui - Greta Fernández – Teresa com Teresa de Jesús - Ingrid García-Jonsson – Un amor com Lara                                           |

### Televisió
| Millor actor protagonista | Millor actriu protagonista |
| --- | --- |
| - Quim Gutiérrez – El cuerpo en llamas com Albert - Yon González – Memento Mori com Augusto - José Pastor – Bosé com Miguel Bosé                    | - Lola Dueñas – La mesías com Montserrat - Ana Rujas – La mesías com Montserrat - Úrsula Corberó – El cuerpo en llamas com Rosa |
| Millor actor secundari | Millor actriu secundària |
| - Cristóbal Suárez – Cristo y Rey com Joan Carles I - Pablo Gómez-Pando – La chica invisible com Jona - Andrés Gertrúdix – La Red Púrpura com Casto | - Pilar Gómez – Poquita fe com Pilar - Begoña Maestre – Entre tierras com Justa - Ana Gracia – 4 estrellas com Rita             |
| Millor actor de repartiment | Millor actriu de repartiment |
| - Jorge Basanta – Poquita fe com ¿? - Daniel Muriel – Cristo y Rey com Manolo Escobar - Luis Rallo – Mía es la venganza com Vicente                 | - Gracia Olayo – La mesías com María Rosa - Alba Flores – Romancero com Tábata - Vicenta N'Dongo – La mesías com Claudia        |

### Teatre
| Millor actor protagonista                                                                                             | Millor actriu protagonista                                                                                                |
| --- | --- |
| - Alfredo Noval – La vida es sueño - Juanjo Artero – El milagro de la tierra - Carlos Hipólito – El proceso           | - Vicky Luengo – Prima Facie - Blanca Portillo – La madre de Frankenstein - Ana Fernández – El sueño de la razón          |
| Millor actor secundari                                                                                                | Millor actriu secundària                                                                                                  |
| - Ernesto Arias – La vida es sueño - Miki Esparbé – Los pálidos - Víctor Palmero – El monstruo de White Roses         | - Belén Ponce de León – La madre de Frankenstein - Inma Cuevas – Chicago. El musical - Laura Galán – Animales de compañía |
| Millor actor de repartiment                                                                                           | Millor actriu de repartiment                                                                                              |
| - Alberto Velasco – Los nadadores diurnos - Antonio Albella – Don Juan en Alcalá - Lucas Miramón – Grease. El musical | - Montse Peidro – El sueño de la razón - Beatriz Grimaldos – La Celestina - María José Garrido – L'Emmerdeur              |

### Revelació
| Millor actor revelació | Millor actriu revelació                                                                                                   |
| --- | --- |
| - Julio Hu Chen – Chinas com Wang - Omar Banana – Te estoy amando locamente com Miguel - La Dani – Te estoy amando locamente com Dani | - Xinyi Ye – Chinas com Claudia - Cristina Rueda – La mesías com Aina - Irene Balmes – La mesías com Irene / Resurrección |

### Producció internacional
| Millor actor | Millor actriu |
| --- | --- |
| - Javier Godino – Sound of Freedom com Jorge - Miguel Ángel Silvestre – Los enviados com Simón - Carlos Bardem – The Chosen One com Padre Cruz | - Maribel Verdú – The Flash com Nora - Paz Vega – Kaleidoscope com Ava - Natalia Millán – Bailo Bailo. El musical |